# MFK Dynamo Moskau
MFK Dynamo Moskau (russisch мини-футбольный клуб Динамо Москва) ist ein russischer Futsalverein aus Moskau.
Gegründet wurde die Futsalsparte Dynamo Moskau im Jahre 2002,  sie etablierte  sich als stärkstes Team Russlands, und feierte seit der Saison 2002/03 fünf Titel in Serie. Auch im europäischen Wettbewerb zählt sie heute zu den besten Teams, scheiterte man 2004/05 gegen Action 21 Charleroi und 2005/06 gegen Boomerang Interviú noch im Finale des UEFA-Futsal-Pokals, so gelang 2006/07 schließlich überraschend der Sieg im höchsten europäischen Vereinswettbewerb.

## Erfolge
- UEFA-Futsal-Pokal: 2006/07
- Russische Meisterschaft: 2002/03, 2003/04, 2004/05, 2005/06, 2006/2007
- Russischer Pokal: 2003, 2004